# Zoološki vrt u Kaunasu
Zoološki vrt u Kaunasu je jedini zoološki vrt-park u Litvi.
Nalazi se u hrastovoj šumici u jugozapadnom dijelu Kaunasa.
U njemu se nalazi dvije tisuće jedinaka od skoro 270 vrsta životinja. 
Utemeljio ga je 1938. slavni litvanski zoolog Tadas Ivanauskas. 

## Vanjske poveznice
- Stranice zoološkog vrta (na litvanskom)